# Tarka karcsúmajom

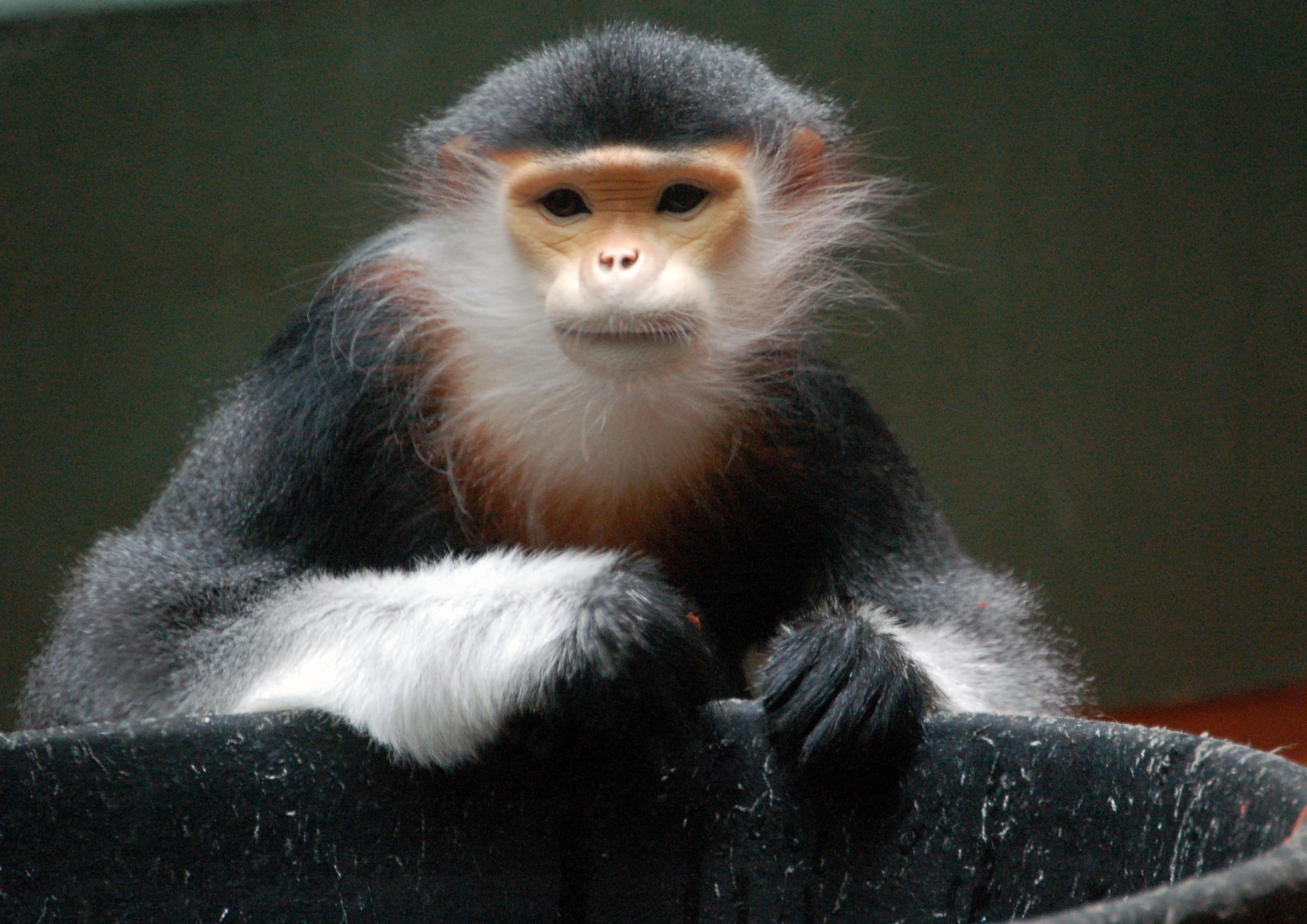

A tarka karcsúmajom (Pygathrix nemaeus) az emlősök (Mammalia) osztályának a főemlősök (Primates) rendjébe, ezen belül a cerkóffélék (Cercopithecidae) családjába és a karcsúmajomformák (Colobinae) alcsaládjába tartozó faj.

## Előfordulása
A tarka karcsúmajom Közép-Vietnám és Kelet-Laosz eredeti erdőiben, valamint az irtásokat követően újra telepített másodlagos erdőkben fordul elő. Feltételezik, hogy elterjedési területe egykor sokkal nagyobb volt. Vietnamban védett állat.

## Megjelenése
Az állat fej-törzs-hossza 55-82 centiméter; a hím nagyobb a nősténynél, farokhossza 60-77 centiméter. A nőstény testtömege legfeljebb 5 kilogramm, míg a hím testtömege legfeljebb 7 kilogramm. A hím és a nőstény nagyon hasonlítanak egymásra. A majom tarka mintázatú „szőrruhája” olyan, mintha kabátkát, mellényt, térdnadrágot, harisnyát és cipőt viselne. Arca csupasz, narancssárga, de besötétedik, ha a majom bizonyos ideig a napon tartózkodik. Arca körül hosszú, fehér „szakálla” van. Keze fekete, a hüvelykujj rövid, a csuklón fehér a szőrzet. Lába, a térd alatt gesztenyebarna. A comb sötét.

## Életmódja
A tarka karcsúmajom társas és békés lény. Tápláléka elsősorban levelek, ezenkívül gyümölcsök is. Az állat 25 évig él.

## Szaporodása
Az ivarérettséget 5 éves korban éri el. Az állatok úgy időzítik a párzást, hogy az egyetlen utód a táplálékban gazdag évszakban jöjjön világra. A vemhesség 30 hétig tart. A kicsit az egész család gondozza.

## Rokonai
A tarka karcsúmajom két legközelebbi rokona, a Pygathrix nem másik két faja, a korábban a tarka karcsúmajommal egy fajba sorolt feketelábú karcsúmajom (Pygathrix nigripes) és a csak 1997-ben felfedezett szürkelábú karcsúmajom (Pygathrix cinerea). Mindkét faj a tarka karcsúmajomhoz hasonlóan Vietnám és Laosz területén él.